# You Are Here (película)
You Are Here es una película estadounidense de comedia y romance de 2007, dirigida por Henry Pincus, que a su vez la escribió, musicalizada por BC Smith, en la fotografía estuvo Steve Gainer y los protagonistas son Michael Biehn, Adam Campbell y Katie Cassidy, entre otros. El filme fue realizado por Paul Schiff Productions, Stick ‘N’ Stone Productions y Island Bound Productions, se estrenó el 26 de enero de 2007.

## Sinopsis
Trata sobre seis individuos que están en Los Ángeles, ellos rememoran sus desgracias de la noche anterior en un club nocturno.